# Праздники Венгрии
Праздники Венгрии
Национальные венгерские праздники — 15 марта, 20 августа и 23 октября.
- Новый год.
- День провозглашения республики в Венгрии отмечается 1 февраля. Не является государственным праздником, но остаётся важной памятной датой для жителей страны. В этот день празднуется годовщина образования Второй Венгерской республики (1946—1949). Её президентом был избран Золтан Тилди.
- День святого Валентина.
- Фаршанг — венгерская Масленица, пришедшая в Венгрию из Германии.
- День Венгерской революции 1848 года отмечается 15 марта. В этот день началась «венгерская весна» — национально-освободительное движение венгров за независимость от Габсбургов, переросшее в войну против Австрии.
- Пасха.
- День труда — 1 мая.
- День матери - первое воскресенье мая
- День святого Иштвана — главный государственный праздник Венгрии, отмечающийся 20 августа. Считается, что в этот день был коронован первый король Венгрии Иштван, которому принадлежит заслуга введения христианства в стране. Отмечается с 1083 года после канонизации Иштвана.
- Национальный праздник в память венгерского восстания отмечается 23 октября в память об антикоммунистическом венгерском восстании 1956 года. Одновременно является Днём провозглашения Венгерской Республики в 1989 году.
- Хэллоуин.
- День всех святых.
- День святого Николая.
- Рождество.